# Бугис-Джанкшн
Бугис Джанкшн (англ. Bugis Junction, кит. 白沙浮广场) — комплекс зданий, расположенный на Виктории-стрит, Миддл роуд и Северной Бридж роуд в районе Бугис в Деловом центре в Центральном районе Сингапура. Комплекс состоит из торгового центра, офисного высотного здания и отеля сети InterContinental.
В середине 1960-х район Бугис, место современного комплекса, пользовался дурной славой из-за транссексуалов и трансвеститов, «работавших» на Бугис-стрит. При строительстве комплекса внешний вид района резко изменился, но были сохранены характерные черты старого Бугиса — дворы-колодцы и фасады магазинов.
«ПАРКО Бугис Джанкшн» — улица под стеклянным навесом и с кондиционированным воздухом. Фасады секций стилизованы под перанаканские дома с воздушными мостиками и детально проработанными карнизами. В состав комплекса входит около 120 магазинов, киосков, универмагов и бутиков. Рыночная площадь украшена фонтаном и скульптурами. В «Бугис Вилледж» на противоположной стороне Виктории-стрит работает пасар малам (ночной рынок).
Строительство комплекса было завершено в 1995 году, он принадлежит компании «BCH Investments Pte Ltd», являющейся дочерней по отношению к «Keppel Land». Компании «CapitaLand's», «REIT» и «CapitaMall Trust» владеют частью комплекса. В состав торгового центра также входят торговые улочки, накрытые стеклянными навесами, ставшие первыми такими в Сингапуре.